# Allike
Alliken (Coloeus monedula) er en mindre kragefugl i ordenen af spurvefugle. Den når en længde på 33 cm. Den lever i et stort område fra det nordvestlige Afrika gennem det meste af Europa, Iran, det nordvestlige Indien og Sibirien. Selvom alliken generelt er en ret sky fugl, er det ikke ualmindeligt at se den i nærheden af mennesker i store haver, på græsplæner og i parker. I naturen helst nær græsmarker. Særligt om foråret kan man høre flokke af alliker "snakke" højlydt, mens de laver flyveøvelser.

## Kendetegn
Alliken er mindre end de andre kragefugle og har en grå nakke og hals. Den kendes især på sit hvidgule øje.

## Ynglepladser
Alliken lever i rugekolonier og har fast partner gennem hele livet. Den skaber oftest sin rede i huler, som den finder i kirketårne, skorstene, ventilationsskakte, hule træer, redekasser og klippesprækker. Den træffes derfor ofte tæt på menneskelig beboelse. Fra midten af april lægger hunnen 4-8 æg, og når ungerne er 30-35 dage gamle er de flyvefærdige. De bliver dog sammen med forældrene et godt stykke tid endnu.

## Føde
Allikens føde består af lidt af hvert, f.eks. insekter, orme, snegle, frugt, bær og korn.